# جريدة التربية
جريدة التربية هي جريدة حلبية صدرت بين أعوام 1948- 1963 صاحبها ورئيس تحريرها عبد السلام الكاملي وكانت جريدة شاملة (اجتماعية -سياسية-رياضية).